# Costanza Monti
Costanza Monti (Roma, 7 giugno 1792 – Ferrara, 7 settembre 1840) è stata una poetessa italiana.

## Biografia
Figlia di Vincenzo Monti e di Teresa Pichler, ebbe modo di studiare l'inglese, il latino e il greco. Trascorse alcuni anni nel Monastero di Sant'Antonio di Ferrara, dove studiò musica e pittura.
Il 6 giugno 1812 sposò, a Fusignano, il conte Giulio Perticari, amico del padre. Costanza era stata promessa in matrimonio al grecista corcirese Andrea Mustoxidi, che aveva aiutato Monti nella traduzione dell'Iliade, di cui si era innamorata, da lui ricambiata, ma la madre Teresa Pichler si oppose a queste nozze. Il matrimonio con Perticari attirò l'attenzione della classe intellettuale italiana, tanto da divenire oggetto degli Inni agli Dei consenti e de Le quattro madri, racconti morali pubblicati da Orintia Sacrati. La coppia visse a Pesaro, città in cui Costanza Monti conobbe alcuni tra i più illustri intellettuali dell'epoca che erano soliti frequentare la casa di suo marito, tanto da posare per un ritratto di Filippo Agricola. I Perticari furono inoltre esponenti dell'Accademia Pesarese.
Fu autrice di un poemetto intitolato Sull'origine della rosa, pubblicato da Salvatore Betti e da Ferdinando Malvica, e di alcune osservazioni sulla Divina Commedia nel giornale Effemeridi Siciliane. Tra le sue odi figurano inoltre una canzone dedicata alla principessa di Galles e una dedicata alla Beata Vergine.
Dopo la morte del marito sopraggiunta nel 1822, riparò a Milano presso suo padre. A questo periodo risalgono poesie pregne di dolore a causa della vedovanza, nonché alcune lettere destinate agli amici più intimi nelle quali esprime la sua tristezza per la malattia e per la morte del padre. Fu oggetto di maldicenze alimentate dalla famiglia di suo marito, che la vedevano responsabile della morte del Perticari a causa dei suoi capricci. Difesa unicamente da suo padre, scrisse numerose epistole ai suoi confidenti riguardo al suo dolore.
Morì nel 1840 a Ferrara dopo una lunga malattia. Per suo volere fu sepolta nella Chiesa dei Serviti.